# ميليسا ماكنتاير
ميليسا ماكنتاير هي ممثلة كندية، ولدت في 31 مايو 1986 في بورت كولبورن في كندا.

## وصلات خارجية
- ميليسا ماكنتاير على موقع IMDb (الإنجليزية)
- ميليسا ماكنتاير على موقع أول موفي (الإنجليزية)
- ميليسا ماكنتاير على موقع قاعدة بيانات الفيلم (الإنجليزية)
- ميليسا ماكنتاير على موقع كينوبويسك (الروسية)